# Hoofdklasse hockey heren 2015/16
Het seizoen 2015/16 was de 43e editie van de Nederlandse herenhoofdklasse hockey. De reguliere competitie is van start gegaan op zondag 13 september en met een winterstop tussen 15 november 2015 en 28 februari 2016 zal de competitie eindigen op zondag 24 april. Aansluitend aan het eind van de reguliere competitie volgen de play-offs om het landskampioenschap en promotie/degradatie. Nieuwkomers dit seizoen zijn SCHC (Stichtse) en Voordaan.
Oranje Zwart werd landskampioen door over drie wedstrijden met Amsterdam af te rekenen. Het is de vierde en laatste landstitel als Oranje Zwart voor de club uit Eindhoven: vanaf volgend seizoen zal de club fuseren met EMHC tot Oranje Rood. Voordaan eindigde op de laatste plaats in de competitie en degradeerde rechtstreeks en volgden via de play offs ook SCHC en Schaerweijde.

## Clubs
| Club               | Stad             | Accommodatie                | Coach                       |
| ------------------ | ---------------- | --------------------------- | --------------------------- |
| Amsterdamsche H&BC | Amstelveen       | Wagener-stadion             | Dirk Loots                  |
| HC Bloemendaal     | Bloemendaal      | Sportpark 't Kopje          | Laurence Docherty (interim) |
| HC Den Bosch       | 's-Hertogenbosch | Sportpark Oosterplas        | Eric Verboom                |
| HGC                | Wassenaar        | Sportpark De Roggewoning    | Jan Jorn van 't Land        |
| Hurley             | Amstelveen       | Sportpark Amsterdamse Bos   | Simon Organ                 |
| SV Kampong         | Utrecht          | Sportpark Maarschalkerweerd | Alexander Cox               |
| Oranje Zwart       | Eindhoven        | Sportpark Aalsterweg        | Michel van den Heuvel       |
| Pinoké             | Amstelveen       | Sportpark Amsterdamse Bos   | Hans Streeder               |
| HC Rotterdam       | Rotterdam        | Stadion Hazelaarweg         | Reinoud Wolff               |
| Schaerweijde       | Zeist            | Sportpark Krakelingweg      | Bas Bogaard                 |
| SCHC               | De Bilt          | Sportpark Kees Boekelaan    | Albert Kees Manenschijn     |
| Voordaan           | De Bilt          | Sportpark Voordaan          | Marieke Dijkstra            |

## Ranglijst

### Eindstand
|         | pos | club         | gs | w  | g | v  | pnt | dv | dt | ds  |
| ------- | --- | ------------ | -- | -- | - | -- | --- | -- | -- | --- |
| Stabiel | 1.  | Amsterdam    | 22 | 15 | 4 | 3  | 49  | 87 | 45 | +42 |
| Stabiel | 2.  | Oranje Zwart | 22 | 16 | 0 | 6  | 48  | 73 | 39 | +34 |
| Stabiel | 3.  | HGC          | 22 | 13 | 4 | 5  | 43  | 66 | 41 | +25 |
| Stabiel | 4.  | Kampong      | 22 | 12 | 6 | 4  | 42  | 59 | 39 | +20 |
| Stabiel | 5.  | Bloemendaal  | 22 | 11 | 6 | 5  | 39  | 53 | 30 | +23 |
| Stabiel | 6.  | Rotterdam    | 22 | 10 | 8 | 4  | 38  | 53 | 39 | +14 |
| Stabiel | 7.  | Hurley       | 22 | 8  | 3 | 11 | 27  | 46 | 58 | −12 |
| Stabiel | 8.  | Den Bosch    | 22 | 6  | 4 | 12 | 22  | 43 | 59 | −16 |
| Stabiel | 9.  | Pinoké       | 22 | 5  | 3 | 14 | 18  | 47 | 63 | −16 |
| Stabiel | 10. | Schaerweijde | 22 | 5  | 2 | 15 | 17  | 31 | 73 | −42 |
| Stabiel | 11. | SCHC         | 22 | 3  | 6 | 13 | 15  | 36 | 61 | −25 |
| Stabiel | 12. | Voordaan     | 22 | 3  | 4 | 15 | 13  | 29 | 76 | −47 |

### Legenda
| Kleur | Kwalificatie voor                                                |
| ----- | ---------------------------------------------------------------- |
|       | Landskampioen na Play-offs, Plaatsing Euro Hockey League 2016/17 |
|       | Plaatsing Euro Hockey League 2016/17                             |
|       | Verliezer Play-offs landskampioenschap en Europees hockey        |
|       | Play-offs tegen degradatie naar de Overgangsklasse               |
|       | Degradatie naar de Overgangsklasse na Play-offs                  |
|       | Degradatie naar de Overgangsklasse                               |

Informatie: Wanneer de kampioen van de reguliere competitie ook 
de finale van de play offs bereikt, spelen de verliezend halvefinalisten
play offduels om het derde Europese ticket.

## Uitslagen reguliere competitie
De thuisspelende ploeg staat in de linkerkolom.
|              | AMS | BLO | DBO | HGC | HUR | KAM | ORA | PIN | ROT | SCH | STI | VOO  |
| ------------ | --- | --- | --- | --- | --- | --- | --- | --- | --- | --- | --- | ---- |
| Amsterdam    |     | 4–2 | 6–3 | 1–6 | 3–2 | 4–1 | 4–3 | 6–0 | 2–2 | 6–2 | 4–1 | 12–1 |
| Bloemendaal  | 2–1 |     | 3–0 | 1–3 | 1–1 | 1–2 | 1–2 | 1–1 | 2–1 | 3–1 | 2–2 | 7–0  |
| Den Bosch    | 1–3 | 3–4 |     | 3–4 | 0–1 | 0–0 | 0–3 | 4–3 | 1–3 | 3–1 | 2–0 | 5–1  |
| HGC          | 2–2 | 1–1 | 1–1 |     | 5–2 | 3–3 | 3–1 | 6–3 | 1–2 | 4–0 | 2–0 | 4–2  |
| Hurley       | 1–4 | 0–4 | 3–2 | 3–5 |     | 3–1 | 3–2 | 3–1 | 5–2 | 2–1 | 1–3 | 1–2  |
| Kampong      | 4–2 | 1–2 | 3–3 | 2–1 | 3–1 |     | 2–1 | 5–0 | 4–4 | 3–1 | 3–0 | 4–2  |
| Oranje Zwart | 2–3 | 2–1 | 7–2 | 2–1 | 4–2 | 3–4 |     | 2–1 | 3–2 | 9–1 | 5–3 | 5–0  |
| Pinoké       | 2–3 | 1–2 | 6–2 | 2–3 | 3–3 | 0–4 | 2–3 |     | 2–4 | 2–3 | 3–3 | 3–0  |
| Rotterdam    | 2–2 | 1–1 | 4–3 | 1–0 | 5–1 | 2–2 | 1–2 | 3–1 |     | 4–2 | 2–2 | 1–1  |
| Schaerweijde | 4–4 | 0–6 | 0–1 | 4–3 | 4–3 | 1–4 | 0–4 | 1–3 | 0–2 |     | 3–2 | 0–4  |
| SCHC         | 2–5 | 2–5 | 1–2 | 4–5 | 2–4 | 0–5 | 0–4 | 1–4 | 1–1 | 1–1 |     | 3–1  |
| Voordaan     | 0–6 | 1–1 | 2–2 | 1–3 | 1–1 | 4–3 | 3–4 | 1–4 | 1–4 | 0–1 | 1–2 |      |

## Topscorers
| pos | Speler               | Club         | tot.' | vd' | sc' | sb' |
| --- | -------------------- | ------------ | ----- | --- | --- | --- |
| 1.  | Gonzalo Peillat      | HGC          | 33    | 0   | 31  | 2   |
| 2.  | Mirco Pruyser        | Amsterdam    | 28    | 25  | 3   | 0   |
| 3.  | Mink van der Weerden | Oranje Zwart | 19    | 2   | 16  | 1   |
| 4.  | Robert Tigges        | Amsterdam    | 18    | 13  | 5   | 0   |
| 5.  | Timmo Kranstauber    | Rotterdam    | 15    | 3   | 12  | 0   |

## Play offs landskampioenschap

### Halve finales
1e wedstrijd
| 27 april 2016 16:00                                 |       |                               |                                                                                     |
| Kampong                                             | 4 – 2 | Amsterdam                     | Sportpark Maarschalkerweerd, Utrecht Scheidsrechters: Michiel Otten Jasper Nagtzaam |
| 45 (sc)' Bouwens 51', 63' Kellerman 59' Meulenbroek |       | Bakker 46' Reid-Ross 46 (sc)' | Sportpark Maarschalkerweerd, Utrecht Scheidsrechters: Michiel Otten Jasper Nagtzaam |

| 27 april 2016 16:00                     |       |                                       |                                                                                 |
| HGC                                     | 0 – 0 | Oranje Zwart                          | Sportpark De Roggewoning, Wassenaar Scheidsrechters: Coen van Bunge Thijs Retra |
|                                         |       |                                       | Sportpark De Roggewoning, Wassenaar Scheidsrechters: Coen van Bunge Thijs Retra |
| Shoot-out                               |       |                                       | Sportpark De Roggewoning, Wassenaar Scheidsrechters: Coen van Bunge Thijs Retra |
| Croon Hiebendaal Arnold Mohlmann Algera | 3:4   | De Voogd Stanzl Galema Muhammad Baart | Sportpark De Roggewoning, Wassenaar Scheidsrechters: Coen van Bunge Thijs Retra |

2e wedstrijd
| 30 april 2016 15:15                            |       |                        |                                                                             |
| Amsterdam                                      | 3 – 2 | Kampong                | Wagener-stadion, Amstelveen Scheidsrechters: Roel van Eert Pieter Hembrecht |
| 20 (sb)', 68' Pruyser 72' Bakker (golden goal) |       | Caspers 8' Havenga 58' | Wagener-stadion, Amstelveen Scheidsrechters: Roel van Eert Pieter Hembrecht |

| 30 april 2016 15:15                     |       |                                                     |                                                                                  |
| Oranje Zwart                            | 1 – 1 | HGC                                                 | Sportpark Aalsterweg, Eindhoven Scheidsrechters: Jonas van 't Hek Bart de Liefde |
| 12' Van Dijk                            |       | Peillat 48 (sc)'                                    | Sportpark Aalsterweg, Eindhoven Scheidsrechters: Jonas van 't Hek Bart de Liefde |
| Shoot-out                               |       |                                                     | Sportpark Aalsterweg, Eindhoven Scheidsrechters: Jonas van 't Hek Bart de Liefde |
| De Voogd Van der Horst Reckers Muhammad | 2:4   | Croon Hiebendaal Arnold Van der Linden Van der Kamp | Sportpark Aalsterweg, Eindhoven Scheidsrechters: Jonas van 't Hek Bart de Liefde |

3e wedstrijd
| 1 mei 2016 15:15                     |       |            |                                                                              |
| Amsterdam                            | 3 – 1 | Kampong    | Wagener-stadion, Amstelveen Scheidsrechters: Coen van Bunge Jonas van 't Hek |
| 6' Pruyser 65 (sc)' Leijs 70' Bakker |       | Jonker 10' | Wagener-stadion, Amstelveen Scheidsrechters: Coen van Bunge Jonas van 't Hek |

| 1 mei 2016 15:15                               |       |     |                                                                              |
| Oranje Zwart                                   | 3 – 0 | HGC | Sportpark Aalsterweg, Eindhoven Scheidsrechters: Roel van Eert Michiel Otten |
| 7 (sc)', 26 (sc)' Van der Weerden 40' De Voogd |       |     | Sportpark Aalsterweg, Eindhoven Scheidsrechters: Roel van Eert Michiel Otten |

### 3e/4e plaats
| 5 mei 2016 15:45                                                  |       |                  |                                                                                    |
| Kampong                                                           | 5 – 1 | HGC              | Sportpark Maarschalkerweerd, Utrecht Scheidsrechters: Frank Heijster Kees Tamminga |
| 2' Caspers 26' Marres 27' J. Phijffer 32 (sc)' Havenga 61' Jonker |       | Peillat 35 (sc)' | Sportpark Maarschalkerweerd, Utrecht Scheidsrechters: Frank Heijster Kees Tamminga |

| 7 mei 2016 15:45             |       |                                                               |                                                                                       |
| HGC                          | 2 – 4 | Kampong                                                       | Sportpark De Roggewoning, Wassenaar Scheidsrechters: Maarten Boxma Paul van den Assum |
| 37 (sc)' Peillat 41' Van Kan |       | B. Phijffer 21' Meulenbroek 48 (sc)' Kemperman 58' Jonker 65' | Sportpark De Roggewoning, Wassenaar Scheidsrechters: Maarten Boxma Paul van den Assum |

### Finale
| 5 mei 2016 15:45 |       |                         |                                                                               |
| Oranje Zwart     | 1 – 2 | Amsterdam               | Sportpark Aalsterweg, Eindhoven Scheidsrechters: Roel van Eert Bart de Liefde |
| 5' Galema        |       | Bain 13 (sc)' Verga 65' | Sportpark Aalsterweg, Eindhoven Scheidsrechters: Roel van Eert Bart de Liefde |

| 7 mei 2016 15:45     |       |                                          |                                                                              |
| Amsterdam            | 2 – 3 | Oranje Zwart                             | Wagener-stadion, Amstelveen Scheidsrechters: Coen van Bunge Jonas van 't Hek |
| 28' Pruyser 31' Bain |       | Van der Weerden 44 (sc)' Galema 57', 69' | Wagener-stadion, Amstelveen Scheidsrechters: Coen van Bunge Jonas van 't Hek |

| 8 mei 2016 15:45                      |       |                                                               |                                                                           |
| Amsterdam                             | 2 – 3 | Oranje Zwart                                                  | Wagener-stadion, Amstelveen Scheidsrechters: Coen van Bunge Roel van Eert |
| 25 (sc)' Reid-Ross 58 (sc)' Reid-Ross |       | Van der Weerden 3 (sc)' Van der Weerden 19 (sc)' De Voogd 53' | Wagener-stadion, Amstelveen Scheidsrechters: Coen van Bunge Roel van Eert |

## Promotie/degradatie play-offs
Play outs 11de/Vice-kampioen Overgangsklasse
| Datum              | Wedstrijd     | Uitslag               | Scoreverloop                                                                            | Scheidsrechters   |
| ------------------ | ------------- | --------------------- | --------------------------------------------------------------------------------------- | ----------------- |
| 18 mei 2016, 20:30 | Almere - SCHC | 2 - 1 (na verlenging) | 45. Erwin Kruisbrink 1-0, 61. Roderic Schwirtz 1-1, 79. Dider Meijer 2-1 (golden goal). | Boxma Retra       |
| 21 mei 2016, 15:00 | SCHC - Almere | 0- 2                  | 31. Koen van Hamersveld 0-1, 67. Manuel Verga 0-2                                       | Heijster Vonhögen |

Play outs 10de/Beste 2de Overgangsklasse
| Datum              | Wedstrijd              | Uitslag | Scoreverloop | Scheidsrechters        |
| ------------------ | ---------------------- | ------- | --- | ---------------------- |
| 18 mei 2016, 20:30 | Tilburg - Schaerweijde | 2 - 1   | 10. Jaap Groels 1-0, 24. Joep de Natris 2-0, 66. Eli Matheson 2-1                                                                      | Pols Van den Wall Bake |
| 21 mei 2016, 15:00 | Schaerweijde - Tilburg | 2 - 2   | 47. Daan Dullemeijer 1-0, 57. Tim Swaen (sc) 1-1, 65. Casper Horn 2-1, 70. Tim Swaen (sc) 2-2.***Schaerweijde wint na shoot-outs: 5-4. | Van den Assum Van Loon |
| 22 mei 2016, 15:00 | Tilburg - Schaerweijde | 2 - 1   | | Otten Nagtzaam         |

Resultaat: Almere en Tilburg promoveren naar de hoofdklasse.
Nederlands landskampioenschap:

1897/98 ·
1898/99 ·
1899/00 ·
1900/01 ·
1901/02 ·
1902/03 ·
1903/04 ·
1904/05 ·
1905/06 ·
1906/07 ·
1907/08 ·
1908/09 ·
1909/10 ·
1910/11 ·
1911/12 ·
1912/13 ·
1913/14 ·
1914/15 ·
1915/16 ·
1916/17 ·
1917/18 ·
1918/19 ·
1919/20 ·
1920/21 ·
1921/22 ·
1922/23 ·
1923/24 ·
1924/25 ·
1925/26 ·
1926/27 ·
1927/28 ·
1928/29 ·
1929/30 ·
1930/31 ·
1931/32 ·
1932/33 ·
1933/34 ·
1934/35 ·
1935/36 ·
1936/37 ·
1937/38 ·
1938/39 ·
1939/40 ·
1940/41 ·
1941/42 ·
1942/43 ·
1943/44 ·
1944/45 ·
1945/46 ·
1946/47 ·
1947/48 ·
1948/49 ·
1949/50 ·
1950/51 ·
1951/52 ·
1952/53 ·
1953/54 ·
1954/55 ·
1955/56 ·
1956/57 ·
1957/58 ·
1958/59 ·
1959/60 ·
1960/61 ·
1961/62 ·
1962/63 ·
1963/64 ·
1964/65 ·
1965/66 ·
1966/67 ·
1967/68 ·
1968/69 ·
1969/70 ·
1970/71 ·
1971/72 ·
1972/73
Hoofdklasse heren:

1973/74 · 
1974/75 · 
1975/76 · 
1976/77 · 
1977/78 · 
1978/79 · 
1979/80 · 
1980/81 · 
1981/82 · 
1982/83 · 
1983/84 · 
1984/85 · 
1985/86 · 
1986/87 · 
1987/88 · 
1988/89 · 
1989/90 · 
1990/91 · 
1991/92 · 
1992/93 · 
1993/94 · 
1994/95 · 
1995/96 · 
1996/97 · 
1997/98 · 
1998/99 · 
1999/00 · 
2000/01 · 
2001/02 · 
2002/03 · 
2003/04 · 
2004/05 · 
2005/06 · 
2006/07 · 
2007/08 · 
2008/09 · 
2009/10 · 
2010/11 · 
2011/12 · 
2012/13 ·
2013/14 ·
2014/15 ·
2015/16 ·
2016/17 ·
2017/18 ·
2018/19 ·
2019/20 ·
2020/21 ·
2021/22 ·
2022/23 ·
2023/24 ·
2024/25 ·
Nederlandse competities: Hoofdklasse (zaal) · Promotieklasse · Overgangsklasse · Eerste klasse · Tweede klasse · Derde klasse · Vierde klasse · Gold Cup · Silver Cup

Nederlands kampioenschap: Lijst van Nederlandse landskampioenen hockey · Lijst van Nederlandse landskampioenen zaalhockey

Europese competities: Euro Hockey League · Europacup I · Europa Cup II · Europacup zaalhockey